# Street Fighter Alpha: Generations
Street Fighter Alpha: Generations est un film d'animation japonais produite par Studio APPP sorti en 2005, réalisé par Ikuo Kuwana et publié par Manga Entertainment basé sur le jeu vidéo Street Fighter Alpha 3  développé par Capcom. Sa production est sans rapport avec Street Fighter Alpha: The Movie, qui a été produit par Group TAC.

## Synopsis
Le film commence avec Gouki (ou encore Akuma) aux prises avec Goutetsu son maître. Bien que les deux combattants montrent une puissance égale, à la fin, Gouki est le vainqueur, tuant Goutetsu avec la technique de Raging Demon.
Gouken arrive à temps pour trouver le corps mutilé de Goutetsu leur maître. Dès lors, Gouken méprise son frère cadet Gouki, il lui dira alors qu'il a un chemin différent du sien désormais. Gouki vole le collier de perles de son maître et s'éloigne, complètement imperturbable. Sayaka, incapable d'arriver sur le lieu de la lutte dans le temps, tombe à genoux et vomit, un signe de sa grossesse et de sa relation avec Gouki.
Le film se déplace alors vers l'avant, avec l'introduction de Ryu, qui est en visite dans le vieux dojo de son maître, c'est là que l'apparition de Gouki vient à Ryu et le défie. Lorsque Ryu revient à lui, il est accueilli par un vieil homme, qui dit que lui aussi venait d'être témoin ce qui était un vrai démon. Le vieil homme invite Ryu dans sa maison, où Ryu rencontre sa petite-fille Fuka, et propose de le former. Sakura le rejoint, ce qui encourage Ryu à relever le défi de Gouki.
Ryu retrouve Akuma, et au cours de leur dur combat, Ken affronte le vieil homme et est facilement battu. Le grand-père lui apprend alors les secrets du Dark Hado. Il affirme que le Dark Hado est une force de vie mystérieuse maléfique et qui habite certains combattants. Lorsqu'on parvient à maîtriser cette technique, on devient incroyablement puissant jusqu'à ce qu'elle consume son possesseur. Une fois que les personnes sont consumées par le Dark Hado, ils ne peuvent plus se maîtriser. Il affirme que la Satsui no Hado est ancienne, que seuls les vieux chefs de guerre connaissaient son existence.
Comme Ryu et Gouki continuent à se battre, Ryu devient désespéré et est temporairement possédé par le Satsui no Hadou. Toutefois, il se rend compte de l'effet négatif du Dark Hado et cesse d'utiliser le pouvoir. Gouki gronde Ryu, en lui disant que le chemin menant au statut de grand guerrier qu'il avait emprunté était obscurci par son mauvais jugement et qu'un vrai guerrier lâche son plein potentiel. Voyant que Ryu n' était pas une menace pour lui non plus, Gouki déclenche une Hadouken Metsu sur lui, attaque à laquelle seul Ryu jusque-là avait réussi à survivre.
Gouki s'en va alors lentement en maudissant Gouken et disant qu'il trouvera à nouveau Ryu et se battra avec lui. Gouki voit une apparition de Sayaka traiter ses blessures dans le passé avant que la scène ne se produise dans le présent, il apparaît alors avec un aspect plus humain avec des yeux normaux, peut-être ce qui implique qu'il a regagné une partie de son humanité. Meurtri par son combat, Ryu s'éloigne, laissant présager une bataille possible à l'avenir.
Le film se termine avec le vieil homme, en regardant vers le ciel et s'adressant à un vieil ami (Gouken).Il déclare qu'il est trop vieux désormais, et que son heure est venue. Fuka l'enterre plus tard, et prie pour lui en larmes. Ryu la regarde une dernière fois et peu de temps après, reprend son voyage à nouveau.

## Fiche technique
- Original Story : Capcom
- Année de production : 2005
- Durée : 50 min
- Production : Hiroaki Hamano
- Directeur : Ikuo Kuwana
- Script : Mitsuhiro Yamada
- Musique : Bill Laswell
- Directeur artistique : Masakazu Miyake
- Producteur : Kazufumi Nomura
- Character Design : Ikru Kuwana
- Caméra : Hideo Okazaki
- Ingénieur du son : Yasunori Honda
- Art Set Up : Kazuo Nagai
- Art Board : Studio Fuuga
- Animation : Yasumi Tanaka
- Animation : Takashi Aira, Daisuke Takibe, Lee Pro
- Color Set Up : Mieko Oka
- 3D Effect : Yasushi Sakabe

## Doublage
|             | Anglais         | Français          | Japonais      |
| ----------- | --------------- | ----------------- | ------------- |
| Gouki       | Keith Burgess   | Martin Spinhayer  | Daisuke Gouri |
| Ken Masters | Steve Cassling  | Tony Beck         | Eiji Hanawa   |
| Ryu         | Richard Cansino | Christophe Hespel | Yasuyuki Kase |
| Fuka        |                 | Claire Tefnin     |               |